# Endless Summer Vacation
Endless Summer Vacation é o oitavo álbum de estúdio da cantora americana Miley Cyrus, lançado em 10 de março de 2023 através da Columbia Records. É o seu primeiro trabalho desde que saiu da RCA Records após lançar seu sétimo álbum de estúdio, Plastic Hearts (2020), e assinar com a Columbia no início de 2021. Um álbum pop e dance-pop, Endless Summer Vacation é uma mudança dos gêneros synth-pop, rock e glam rock apresentados em Plastic Hearts. Cyrus relacionou seu conceito geral ao seu carinho por Los Angeles, onde o álbum foi gravado principalmente, e à sequência de faixas ao longo de um dia. Brandi Carlile e Sia aparecem como vocalistas convidadas.
O álbum gerou três singles. O primeiro single, "Flowers", conquistou inúmeros recordes de streaming e passou oito semanas no topo da Billboard Hot 100, tornando-se o segundo número um de Cyrus nos Estados Unidos. A canção também quebrou recordes nas tabelas musicais, alcançando o topo das paradas em 36 países. "River" e "Jaded" foram lançadas como singles subsequentes em março e abril de 2023.
Após seu lançamento, Endless Summer Vacation foi recebido positivamente pelos críticos musicais, os quais elogiaram sua produção, apelo comercial e a performance vocal de Cyrus. Comercialmente, alcançou a primeira posição em dez países e o top dez em 17 países. O álbum foi indicado aos prêmios de Álbum do Ano e Melhor Álbum Vocal de Pop no Grammy Awards de 2024, ao passo que suas canções receberam quatro indicações adicionais, com "Flowers" ganhando os prêmios de Gravação do Ano e Melhor Performance Solo de Pop.
Uma versão digital do álbum incluindo o quarto single "Used to Be Young" foi lançada em 25 de agosto de 2023. Com seu lançamento, Endless Summer Vacation tornou-se o primeiro álbum de Cyrus, desde Bangerz (2013), a conter múltiplas canções que alcançaram o top dez nos Estados Unidos. Ela apresentou oito das doze faixas no documentário especial do Disney+, Endless Summer Vacation (Backyard Sessions), que também foi lançado em 10 de março de 2023. Uma versão atualizada do especial foi transmitida pela ABC em 24 de agosto de 2023 e lançada na Hulu no dia seguinte.

## Antecedentes e gravação
Cyrus assinou com a Columbia após finalizar seu contrato de oito anos com a RCA Records. Seus primeiros lançamentos com a gravadora foram um um remix de "Without You" de The Kid Laroi e seu álbum ao vivo Attention: Miley Live, em abril de 2021 e abril de 2022 respectivamente. Em outubro de 2021, a revista Billboard confirmou que Cyrus estava se dedicando à produção de seu próximo álbum, afirmando que seguiria as referências dos anos 70, do frenesim das noites de sábado da icónica discoteca Studio 54. Ela escreveu várias canções com Michael Pollack e Gregory "Aldae" Hein. Elas foram inicialmente trabalhadas apenas com piano, eventualmente evoluindo para suas versões finais. Pollack afirmou que Cyrus decidiu focar na construção das canções antes de começar a produção.
Cyrus descreveu Endless Summer Vacation como sua "carta de amor" a Los Angeles, onde ela gravou o álbum. Ela trabalhou com os produtores Kid Harpoon, Tyler Johnson, Greg Kurstin e Mike WiLL Made-It, tendo este último trabalhado com a cantora anteriormente em Bangerz (2013), Miley Cyrus & Her Dead Petz (2015) e She Is Coming (2019).

## Composição
Endless Summer Vacation é um álbum pop e dance-pop, incorporando rock, country e canções experimentais. Cyrus explicou que o álbum é divido em duas partes: AM e PM. A parte AM do álbum representa o "período da manhã, onde há burburinho, energia e novas possibilidades", ao passo que parte PM corresponde ao período noturno, que soa como algo "furtivo, sujo porém glamoroso ao mesmo tempo".

## Lançamento e capa
Em 16 de dezembro de 2022, pôsteres com a frase "New Year, New Miley" (trad: Ano novo, Miley nova) foram avistados em grandes cidades pelo mundo. Cyrus revelou o título, a capa e a data de lançamento do álbum em 5 de janeiro de 2023. O álbum foi descrito como sua "carta de amor a Los Angeles", representando o crescimento físico e mental que ela adquiriu durante a produção. A capa foi fotografada por Brianna Capozzi e "totalmente executada por [Cyrus] sem efeitos visuais", e retrata Cyrus loira pendurada em uma escada de helicóptero, vestindo um maiô preto. Foi comparada a uma fotografia semelhante de Madonna para seu livro Sex (1992). O trailer do álbum foi lançado no mesmo dia e "reflete o mundo visual que [Cyrus] construiu em torno deste trabalho muito pessoal" com um monólogo e visuais que fazem referência aos pontos turísticos de Los Angeles. Quantidades limitadas de cartões postais com a capa do álbum foram autografadas por Cyrus e disponibilizadas em seu site no final daquele mês. Em 27 de fevereiro, a lista de faixas do álbum, por meio de um vídeo no canal de Cyrus no YouTube, revelando colaborações com Brandi Carlile e Sia.
Endless Summer Vacation foi lançado nos formatos físico e e digital em 10 de março de 2023, através da Columbia. Versões em vinil vermelho e transparente do álbum foram disponibilizadas através do website de Cyrus, enquanto uma versão em vinil branco foi feita exclusivamente para varejistas, incluindo Target nos Estados Unidos, HMV no Reino Unido e JB Hi-Fi na Austrália.

## Promoção
No dia do lançamento do álbum, o especial Endless Summer Vacation (Backyard Sessions), foi lançado exclusivamente no Disney+, incluindo apresentações ao vivo e comentários acerca do processo criativo do álbum. É uma sequência de sua série de apresentações ao vivo, Backyard Sessions, iniciada em 2012. Cyrus apresentou oito canções do álbum: "Jaded", "Rose Colored Lenses", "Thousand Miles", "Wildcard", "Island", "Wonder Woman", "River" e "Flowers", bem como seu single "The Climb" (2009). A tour promocional de Endless Summer Vacation começará no final do ano de 2023 e passará por os EUA, Mexico, Brasil e muitos outros paises do mundo, tornando se assim na sua maior digressão.

### Singles
Em 1º de janeiro, Cyrus anunciou a canção "Flowers", que foi lançada como primeiro single de Endless Summer Vacation em 12 de janeiro de 2023. Quebrou os recordes de canção mais transmitida em uma semana e de canção mais rápida a alcançar 100 milhões de streams no Spotify, além de ter ficado mais de 80 dias no topo da parada global diária da plataforma. A canção alcançou a primeira posição da Billboard Global 200, assim como atingiu o topo das paradas em mais de 35 países, incluindo Estados Unidos, Reino Unido, Austrália, Alemanha, Canadá e França. Em 3 de março de 2023, a versão demo da canção foi lançada. Tornou-se também na musica feminina que passou mais tempo na primeira posiçao na parada hot 100 do Canadá na Historia (14 semanas).
"River" foi lançada como segundo single do álbum em 10 de março de 2023, acompanhada de seu videoclipe.
Em 17 de abril, "Jaded" foi enviada às rádios americanas de adult contemporary, sendo promovida como o terceiro single do álbum.

## Recepção da crítica
| Críticas profissionais | Críticas profissionais |
| Pontuações agregadas   | Pontuações agregadas   |
| Fonte                  | Avaliação              |
| ---------------------- | ---------------------- |
| AnyDecentMusic?        | 7.4/10                 |
| Metacritic             | 79/100                 |
| Avaliações da crítica  |                        |
| Fonte                  | Avaliação              |
| Clash                  | 8/10                   |
| The Guardian           | [ 48 ]                 |
| The Independent        | [ 49 ]                 |
| NME                    | [ 50 ]                 |
| Slant Magazine         | [ 51 ]                 |
| The Telegraph          | [ 52 ]                 |
| DIY                    | [ 53 ]                 |
| Evening Standard       | [ 54 ]                 |
| The Line of Best Fit   | 6/10                   |

Endless Summer Vacation foi recebido com críticas altamente positivas pela maioria dos críticos musicais. Escrevendo para a Variety, Chris Willman relatou que o disco não soa como nenhum álbum anterior de Cyrus, descrevendo-o como um "disco pop bastante despretensioso que tem algumas micro-mudanças estilísticas que não se anunciam com muito orgulho ou em voz alta". Willman ainda comparou a divisão do álbum em duas partes com Hannah Montana 2: Meet Miley Cyrus (2007), acrescentando que o disco mistura o "tipo de sentimento tranquilo e fácil que você associa a essa sensibilidade com alguns instintos pop muito puros". Dando nota máxima para o álbum, Elly Watson da revista DIY deu destaque para a canção "Wonder Woman", ao passo que elogiou a forma como Cyrus facilmente transita entre pop, rock, country e outros gêneros com facilidade ao longo do disco.
Alexis Petridis, do The Guardian, admirou a "naturalidade" e o "charme" do álbum, afirmando que "depois de anos tentando conciliar o sucesso nas paradas com seus instintos musicais, a cantora lançou um álbum nebuloso e atmosférico que joga com suas forças provocativas". Em sua crítica para a Consequence, Mary Siroky enaltece as várias vezes que Cyrus se reinventou para ao público, afirmando que "o álbum é um lembrete da proeza vocal que carregou Cyrus por tantas eras". Siroky acrescentou que o disco relembra Golden Hour (2018) de Kacey Musgraves, devido à fluidez de gêneros musicais, e citou "Wildcard" e "You" como grandes destaques do disco. Atribuindo quatro estrelas de cinco, Helen Brown, do The Indepedent, sentiu que, ao longo do disco, Cyrus soa como uma "mulher fazer levantamento de peso emocional", ao passo que aclamou a produção de Kid Harpoon no álbum.

## Desempenho comercial
Endless Summer Vacation estreou na terceira posição da Billboard 200, conquistando o equivalente a 119.000 unidades vendidas, incluindo 55.000 vendas puras. Foi o 14º álbum de Cyrus a alcançar o top 10 da tabela de álbuns estadunidense. No Canadá, debutou na segundo posição da Canadian Albums Charts.
No Reino Unido, Endless Summer Vacation estreou no topo da UK Albums Charts, tornando-se o segundo álbum número um de Cyrus na tabela, após Bangerz (2013). Na Alemanha, o álbum debutou na segunda posição, configurando-se como a maior posição de Cyrus na tabela. Nos Países Baixos, o álbum estreou na primeira posição, sendo, portanto, seu primeiro álbum número um na região.
Na Austrália, o álbum estreou no topo da ARIA Albums Charts, sendo o primeiro projeto de Cyrus a alcançar o topo da tabela desde Bangerz. Na Nova Zelândia, também estreou na primeira posição da tabela de álbuns, tornando-se seu primeiro álbum número um na região desde a trilha sonora Hannah Montana: The Movie (2009).

## Lista de faixas
| Endless Summer Vacation — Edição padrão |                                                | |                                                         |         |  |
| N.º                                     | Título                                         | Compositor(es)                                                                                                  | Produtor(es)                                            | Duração |  |
| 1.                                      | "Flowers"                                      | Miley Cyrus Gregory Aldae Hein Michael Pollack                                                                  | Kid Harpoon Tyler Johnson                               | 3:20    |  |
| 2.                                      | "Jaded"                                        | Cyrus Greg Kurstin Sarah Aarons                                                                                 | Kurstin                                                 | 3:05    |  |
| 3.                                      | "Rose Colored Lenses"                          | Cyrus Thomas Hull Johnson                                                                                       | Harpoon Johnson                                         | 3:43    |  |
| 4.                                      | "Thousand Miles" (com part. de Brandi Carlile) | Cyrus Tobias Jesso Jr. Bibi Bourelly Michael Len Williams II                                                    | Mike Will Made-It Harpoon Johnson                       | 3:51    |  |
| 5.                                      | "You"                                          | Cyrus Bourelly Pollack Ian Kirkpatrick                                                                          | Jonny Coffer Jay Moon                                   | 2:59    |  |
| 6.                                      | "Handstand"                                    | Cyrus Harmony Korine Harmony Korine                                                                             | Maxx Morando                                            | 3:25    |  |
| 7.                                      | "River"                                        | Cyrus Justin Tranter Hull Johnson                                                                               | Harpoon Johnson                                         | 2:42    |  |
| 8.                                      | "Violet Chemistry"                             | Cyrus Williams II Jesse Shatkin James Blake Sia Furler                                                          | Shatkin Max Taylor-Sheppard Mike Will Made-It Morando   | 4:06    |  |
| 9.                                      | "Muddy Feet" (com part. de Sia)                | Cyrus Shatkin Pollack Williams II Bourelly Hein Furler Jesse Van Der Meulen David Frank Steve Kipner Pam Sheyne | Shatkin Coffer Zwiffa Mike Will Made-It Jerome Williams | 2:17    |  |
| 10.                                     | "Wildcard"                                     | Cyrus Hull Johnson Jesso Jr.                                                                                    | Harpoon Johnson                                         | 3:13    |  |
| 11.                                     | "Island"                                       | Cyrus BJ Burton Jennifer Decilveo Caitlyn Smith Pollack Dani Miller                                             | Burton                                                  | 3:59    |  |
| 12.                                     | "Wonder Woman"                                 | Cyrus Pollack Hein Hull Johnson                                                                                 | Harpoon Johnson                                         | 3:04    |  |
| Duração total:                          | Duração total:                                 | Duração total:                                                                                                  | Duração total:                                          | 39:44   |  |

| Endless Summer Vacation — Edição digital (faixa bônus) |                  |                    |         |  |
| N.º                                                    | Título           | Compositor(es)     | Duração |  |
| 13.                                                    | "Flowers" (Demo) | Cyrus Hein Pollack | 3:30    |  |
| Duração total:                                         | Duração total:   | Duração total:     | 43:14   |  |

| Endless Summer Vacation — Relançamento digital (faixa bônus) |                    |                    |                             |         |  |
| N.º                                                          | Título             | Compositor(es)     | Produtor(es)                | Duração |  |
| 4.                                                           | "Used to Be Young" | Cyrus Hein Pollack | Cyrus Pollack Shawn Everett | 3:11    |  |
| Duração total:                                               | Duração total:     | Duração total:     | Duração total:              | 46:32   |  |

#### Créditos desamples
- "Muddy Feet" contém elementos de "Starving for Love", interpretada por Ella Washington.

## Equipe e colaboradores
Créditos adaptados do Tidal e da Pitchfork.
Músicos
- Miley Cyrus – vocais (todas as faixas), percussão (faixas 1, 4)
- Kid Harpoon – baixo, sintetizador (1, 3, 4, 7, 10, 12); baterias, violão (1, 3, 4, 7, 10); percussão (1), violão acústico (3), piano (3, 4); drum machine, vocais (7)
- Tyler Johnson – electric guitar (1), keyboards (1, 4), synthesizer (1, 3, 4, 7, 10), drums (4); bass guitar, drum machine, vocals (7)
- Michael Pollack – teclados (1, 13), piano (12)
- Doug Showalter – teclados (1)
- Rob Moose – cordas, viola, violino (1)
- Greg Kurstin – violão acústico, baixo, baterias, guitarra elétrica, teclados, percussão, sintetizador (2)
- Aaron Steele – baterias (3)
- Josh Johnson – saxofone (3)
- Mike Will Made-It – baterias (4, 8); piano, sintetizador (9)
- Jamie Arentzen – gaita (4)
- Tobias Jesso Jr. – teclados (4)
- Emi Trevena – piano (4)
- Brandi Carlile – vocais (4)
- Jonny Coffer – baixo, sintetizador (5, 9); teclados, percussão, programação (5); violão, piano (9)
- Jake Sinclair – violão (5)
- Jay Moon – programação (5), violão (9)
- Maxx Morando – todos os instrumentos (6); baixo, baterias, teclados, sintetizador (8)
- Ivan Jackson – corneta (7)
- Jesse Shatkin – baixo, drum machine, teclados, sintetizador (8); vocais (9)
- Max Taylor-Sheppard – baixo, drum machine, baterias, teclados, sintetizador (8)
- James Blake – sintetizador (8)
- Keyon Harrold – trompete (8)
- Zwiffa – piano, sintetizador (9)
- Sia – vocais (9)
- Alex Sutton – baixo, violão (11)
- BJ Burton – drum machine, violão, sintetizador (11)
- Buddy Ross – teclados (11)
- Matt Chamberlain – tom-toms (11)

Técnicos
- Joe LaPorta – masterização
- Mark "Spike" Stent – mixagem (1–12)
- Brian Rajaratnam – engenharia (1, 3, 4, 7, 10, 12)
- Greg Kurstin – engenharia (2)
- Julian Burg – engenharia (2)
- Matt Tuggle – engenharia (2)
- Nick Lobel – engenharia (3, 10)
- Pièce Eatah – engenharia (4, 6, 11, 12)
- Emi Trevena – engenharia (4)
- Jonny Coffer – engenharia (5)
- Maxx Morando – engenharia (6)
- Samuel Dent – engenharia (8)
- Craig Frank – engenharia (13)
- Paul Hager – engenharia (13)
- Stacy Jones – engenharia (13)
- Matt Wolach – assistente de engenharia (1–12)
- Miley Cyrus – produção executiva

## Tabelas musicais
| Tabela musical (2023)                | Melhor posição |
| ------------------------------------ | -------------- |
| Alemanha (Offizielle Top 100)        | 2              |
| Austrália (ARIA)                     | 1              |
| Áustria (Ö3 Austria)                 | 1              |
| Bélgica (Ultratop Flanders)          | 2              |
| Bélgica (Ultratop Wallonia)          | 3              |
| Canadá (Billboard)                   | 2              |
| Croácia - International Albums (HDU) | 5              |
| Chéquia (ČNS IFPI)                   | 3              |
| Dinamarca (Hitlisten)                | 4              |
| Escócia (OCC)                        | 1              |
| Eslováquia (ČNS IFPI)                | 3              |
| Espanha (PROMUSICAE)                 | 4              |
| Estados Unidos (Billboard 200)       | 3              |
| Finlândia (Suomen virallinen lista)  | 2              |
| França (SNEP)                        | 6              |
| Grécia (IFPI)                        | 16             |
| Hungria (MAHASZ)                     | 3              |
| Irlanda (OCC)                        | 1              |
| Islândia (Plötutíðindi)              | 4              |
| Itália (FIMI)                        | 4              |
| Japão - Digital Albums (Oricon)      | 24             |
| Japão - Hot Albums (Billboard Japan) | 89             |
| Lituânia (AGATA)                     | 2              |
| Noruega (VG-lista)                   | 1              |
| Nova Zelândia (RMNZ)                 | 1              |
| Países Baixos (Album Top 100)        | 1              |
| Polónia (ZPAV)                       | 2              |
| Portugal (AFP)                       | 1              |
| Reino Unido - UK Albums (OCC)        | 1              |
| Suécia (Sverigetopplistan)           | 2              |
| Suíça (Schweizer Hitparade)          | 1              |

## Certificações
| Região                                                        | Certificação | Vendas  |
| ------------------------------------------------------------- | ------------ | ------- |
| Brasil (Pro-Música Brasil)                                    | Ouro         | 20.000‡ |
| ‡vendas+valores de streaming baseados somente na certificação |              |         |

## Histórico de lançamento
| Região | Data                | Formatos                            | Gravadora(s)               | Ref.    |
| ------ | ------------------- | ----------------------------------- | -------------------------- | ------- |
| Várias | 10 de março de 2023 | CD download digital streaming vinil | Columbia Smiley Miley Sony | [ 103 ] |